# İ

I com e sem ponto, em maiúsculas e minúsculas.

İ (i com ponto) é uma letra do alfabeto turco usada também na língua azeri, e na língua tártara, que não se deve confundir com o ı (i sem ponto).
Em todas estas línguas representa o som do "i" latino, cujo símbolo fonético é [i].
O I sem ponto, I ı, denota o som da vogal fechada posterior não arredondada (/ɯ/). Tanto a maiúscula como a minúscula são escritas sem um ponto.
Já o I com ponto, İ i, denota o som da vogal fechada anterior não arredondada (/i/). Tanto a maiúscula como a minúscula são escritas com um ponto.
Exemplos:
- İstanbul /isˈtanbuɫ/ (começa com o som i e não ı).
- Diyarbakır /dijaɾˈbakɯɾ/ (a primeira e a última vogais são pronunciadas diferentemente)